# JKCS 041
JKCS 041 – gromada galaktyk znajdująca się w konstelacji Wieloryba w odległości 10,2 miliarda lat świetlnych od Ziemi (z = 1,9). Gromada ta została odkryta w 2006 roku przez United Kingdom Infrared Telescope – znajdujący się na Hawajach brytyjski teleskop pracujący w paśmie podczerwieni. W chwili odkrycia była to najbardziej oddalona i równocześnie najstarsza znana gromada galaktyk.
Na podstawie badań prowadzonych Teleskopem Kanadyjsko-Francusko-Hawajskim oraz Kosmicznym Teleskopem Spitzera potwierdzono odległość w jakiej znajduje się gromada JKCS 041. Obserwacje prowadzone teleskopem Chandra potwierdziły, że jest to w pełni dojrzała gromada zawierająca gorący gaz międzygalaktyczny.
Gromada JCKS041 znajduje się miliard lat świetlnych dalej niż odkryta w tym samym roku gromada XMMXCS J2215.9-1738, uważana wcześniej za najdalszą gromadę galaktyk.